# Grand Prix d'été de saut à ski 2014
Navigation
Édition précédente Édition suivante
L'édition 2014 du Grand Prix d'été de saut à ski se déroule du 24 juillet au 4 octobre 2014.

## Grand Prix masculin

### Calendrier et podiums
| Date              | Lieu        | Épreuve           | Vainqueur                                                      | Deuxième                                                             | Troisième                                                                           |
| ----------------- | ----------- | ----------------- | -------------------------------------------------------------- | -------------------------------------------------------------------- | ----------------------------------------------------------------------------------- |
| 25 juillet 2014   | Wisła       | Par équipe HS 134 | Pologne- Maciej Kot - Piotr Zyla - Dawid Kubacki - Kamil Stoch | Tchéquie- Jakub Janda - Lukas Hlava - Antonin Hajek - Roman Koudelka | Autriche- Michael Hayboeck - Stefan Kraft - Thomas Diethart - Gregor Schlierenzauer |
| 26 juillet 2014   | Wisła       | HS 134            | Peter Prevc                                                    | Piotr Zyla                                                           | Andreas Wellinger                                                                   |
| 9 août 2014       | Einsiedeln  | HS 117            | Gregor Schlierenzauer                                          | Piotr Zyla                                                           | Michael Hayboeck                                                                    |
| 15 août 2014      | Courchevel  | HS 132            | Andreas Stjernen                                               | Phillip Sjøen                                                        | Kamil Stoch                                                                         |
| 23 août 2014      | Hakuba      | HS 131            | Phillip Sjøen                                                  | Jernej Damjan                                                        | Daniel-Andre Tande                                                                  |
| 24 août 2014      | Hakuba      | HS 131            | Phillip Sjøen                                                  | Daniel-Andre Tande                                                   | Jernej Damjan                                                                       |
| 20 septembre 2014 | Almaty      | HS 140            | Jernej Damjan                                                  | Reruhi Shimizu                                                       | Vladislav Boïarintsev                                                               |
| 21 septembre 2014 | Almaty      | HS 140            | Taku Takeuchi                                                  | Jernej Damjan                                                        | Phillip Sjøen                                                                       |
| 28 septembre 2014 | Hinzenbach  | HS 94             | Roman Koudelka                                                 | Gregor Schlierenzauer                                                | Marinus Kraus                                                                       |
| 4 octobre 2014    | Klingenthal | HS 140            | Richard Freitag                                                | Roman Koudelka                                                       | Rune Velta                                                                          |

### Classement
Classement définitif après les neuf épreuves individuelles :
| Rang | Nom                   | Points |
| ---- | --------------------- | ------ |
| 1    | Jernej Damjan         | 441    |
| 2    | Phillip Sjøen         | 382    |
| 3    | Taku Takeuchi         | 316    |
| 4    | Gregor Schlierenzauer | 244    |
| 5    | Piotr Zyla            | 224    |
| 6    | Junshiro Kobayashi    | 217    |
| 7    | Roman Koudelka        | 216    |
| 7    | Richard Freitag       | 216    |
| 9    | Michael Hayboeck      | 201    |
| 10   | Daniel-Andre Tande    | 198    |

## Grand Prix féminin

### Calendrier et podiums
| Date              | Lieu   | Épreuve | Vainqueur      | Deuxième          | Troisième |
| ----------------- | ------ | ------- | -------------- | ----------------- | --------- |
| 20 septembre 2014 | Almaty | HS 106  | Sara Takanashi | Irina Avvakumova  | Yūki Itō  |
| 21 septembre 2014 | Almaty | HS 106  | Sara Takanashi | Katharina Althaus | Maja Vtič |

### Classement
Classement définitif après les deux épreuves individuelles :
| Rang | Nom               | Points |
| ---- | ----------------- | ------ |
| 1    | Sara Takanashi    | 200    |
| 2    | Katharina Althaus | 125    |
| 3    | Irina Avvakumova  | 112    |
| 4    | Maja Vtič         | 100    |
| 5    | Yūki Itō          | 96     |
| 6    | Eva Logar         | 90     |
| 7    | Line Jahr         | 86     |
| 8    | Sofya Tikhonova   | 71     |
| 9    | Evelyn Insam      | 58     |
| 10   | Kaori Iwabuchi    | 54     |